# Torneo Nacional de Boxeo Playa Girón 2009
Das Torneo Nacional de Boxeo Playa Girón 2009 wurde vom 14. bis zum 23. Januar 2009 in Guantánamo ausgetragen und war die 48. Austragung der nationalen kubanischen Meisterschaften im Amateurboxen.

## Medaillengewinner
Die Meistertitel wurden in elf Gewichtsklassen vergeben.
| Gewichtsklasse                  | Gold                | Silber                | Bronze                |
| ------------------------------- | ------------------- | --------------------- | --------------------- |
| Halbfliegengewicht (bis 48 kg)  | Yunier Echevarria   | Daniel Matellon       | Leonel Álvarez        |
| Halbfliegengewicht (bis 48 kg)  | Yunier Echevarria   | Daniel Matellon       | Wilfredo Duany        |
| Fliegengewicht (bis 51 kg)      | Marcos Forestal     | Yampier Hernández     | Olandy Regalado       |
| Fliegengewicht (bis 51 kg)      | Marcos Forestal     | Yampier Hernández     | Yunier Robles Gongora |
| Bantamgewicht (bis 54 kg)       | Yankiel León        | Yoandri Salinas       | Maikel Columbie       |
| Bantamgewicht (bis 54 kg)       | Yankiel León        | Yoandri Salinas       | Yunior López          |
| Federgewicht (bis 57 kg)        | Iván Oñate          | Yasniel Toledo        | Rogelio Marcelo       |
| Federgewicht (bis 57 kg)        | Iván Oñate          | Yasniel Toledo        | Reidel Olivares       |
| Leichtgewicht (bis 60 kg)       | Collazo Sotamayor   | Idel Torriente        | Michel Sarria         |
| Leichtgewicht (bis 60 kg)       | Collazo Sotamayor   | Idel Torriente        | Pablo de la Cruz      |
| Halbweltergewicht (bis 64 kg)   | Yordenis Ugás       | Roniel Iglesias       | Duniel Suárez         |
| Halbweltergewicht (bis 64 kg)   | Yordenis Ugás       | Roniel Iglesias       | Richard Poll          |
| Weltergewicht (bis 69 kg)       | Carlos Banteur      | Wilson Calvo          | Yoany Aviles          |
| Weltergewicht (bis 69 kg)       | Carlos Banteur      | Wilson Calvo          | Yoelquis Labaniño     |
| Mittelgewicht (bis 75 kg)       | Arisnoide Despaigne | Maikel Pérez          | Yudiel Nápoles        |
| Mittelgewicht (bis 75 kg)       | Arisnoide Despaigne | Maikel Pérez          | José Luis Cruzata     |
| Halbschwergewicht (bis 81 kg)   | José Larduet        | Julio Iglesias        | Isael Secades         |
| Halbschwergewicht (bis 81 kg)   | José Larduet        | Julio Iglesias        | Julio César La Cruz   |
| Schwergewicht (bis 91 kg)       | Osmay Acosta        | Pedro Julio Rodríguez | Jorge Luis Garbey     |
| Schwergewicht (bis 91 kg)       | Osmay Acosta        | Pedro Julio Rodríguez | Leinier Perot         |
| Superschwergewicht (über 91 kg) | Robert Alfonso      | Orlando Rabi          | Luis Pons             |
| Superschwergewicht (über 91 kg) | Robert Alfonso      | Orlando Rabi          | Noel Hernández        |